# Yves de Bazelaire
Yves Marie de Bazelaire (1er novembre 1908-1er octobre 1982) est un officier général de la marine français  qui a participé à la Seconde Guerre mondiale et à la guerre d'Indochine. Major général de la marine, vice-amiral d'escadre, il fut président de l’Académie de marine (1981-1982) et de l'Acoram (Association des officiers de réserve de la Marine nationale).

## Biographie
Issu d'une ancienne famille lorraine, Yves de Bazelaire est né à Paris de Fernand de Bazelaire de Saulcy, ingénieur et constructeur automobile, et Henriette Grout de Beaufort dans une famille qui comptera sept enfants. L'aîné, Henri de Bazelaire (1906-1990), prètre, fut chanoine titulaire de la cathédrale de Beauvais. Maurice de Bazelaire (né en 1910), capitaine à la 13e demi-brigade de Légion étrangère, fut tué au combat en Indochine (1946). Le plus jeune de ses frères, Pierre de Bazelaire (né en 1919), est mort en 1944 des suites d'une maladie contractée en captivité. Il a eu trois enfants : Philippe de Bazelaire (officier de marine, commandant de la frégate Duquesne en 1988-1990, vice-amiral en 1995), Eric de Bazelaire (géophysicien, 1942-2007) et Chantal.
Yves de Bazelaire fit ses études au Collège Stanislas à Paris. À l’école Sainte-Geneviève, il prépare le concours de l’École navale, où il est reçu en septembre 1927.
Peu après sa sortie de l'École navale, en 1929, Yves de Bazelaire sert dans les Forces navales d’Extrême Orient (FNEO) sur les avisos Marne puis Algol. En 1934, il embarque sur le croiseur Tourville puis sert dans l'escadre de l'atlantique sur le torpilleur Fougueux (1936). Il est ensuite professeur à l’école des officiers de réserve sur le cuirassé Condorcet.
Lors de la Seconde Guerre mondiale, et jusqu'au sabordage de la flotte française à Toulon, en novembre 1942, il sert successivement sur les contre-torpilleurs Lynx et Guépard, puis sur le croiseur Algérie.
De 1944 à 1947, Yves de Bazelaire, est embarqué sur le croiseur Georges Leygues. Il est alors capitaine de corvette. En mars 1948, il rejoint l'Indochine où il prend le commandement de l'aviso Commandant Duboc, puis, à partir de mai 1949, sert comme chef d’état-major des forces maritimes du Mékong.
En mai 1950, il devient commandant en second de la Jeanne d'Arc, puis, à partir de juillet 1952, commande la 2e division d'escorteurs et le destroyer d'escorte Bambara. Capitaine de vaisseau en mars 1956, il est chef d’état-major du contre-amiral commandant le Groupe d'action anti-sous-marine (GAASM) jusqu'en septembre 1958. Après un passage comme auditeur à l’Institut des hautes études de Défense nationale, il est nommé au commandement de la Jeanne d'Arc et de l’École d'application des enseignes de vaisseau (1959-1961).
Nommé contre-amiral en 1962, il prend le commandement de la 1re Flottille d'escorteurs d'escadre (1re FEE) qui opère en Méditerranée et comprend dix escorteurs d'escadre de type T47 et T53 (dont le Maillé-Brézé, le Tartu, le D'Estrées, et le Surcouf qui arbore sa marque, en tant que bâtiment hors-rang).
Adjoint au major général de la marine en 1965, Yves de Bazelaire est promu vice-amiral et devient major général de la marine en 1966.
Élevé en mars 1968 au rang et appellation de vice-amiral d'escadre il est versé dans la deuxième section en novembre de la même année.

### Grades
- Enseigne de vaisseau de 2e classe - 1929
- Enseigne de vaisseau de 1re classe - 1931
- Lieutenant de vaisseau - 1936
- Capitaine de corvette - 1945
- Capitaine de frégate - 1950
- Capitaine de vaisseau - 1956
- Contre-amiral - 1962
- Vice-amiral - 1966
- Vice-amiral d'escadre - 1968

### Commandements
- Commandant de l'aviso Commandant Duboc (1947-1948)
- Chef d’état-major des forces maritimes du Mékong (1949-1950)
- Commandant de la 2e Division d'escorteurs et du destroyer d'escorte Bambara (1952-1953)
- Commandant de la Jeanne d'Arc et de l'École d'application des enseignes de vaisseau (1959-1961)[15]
- Commandant la 1re Flottille d'escorteurs d'escadre (Toulon, 1964-1965)
- Major général de la marine (1966-1968)
- Placé en 2e section, le 1er novembre 1968

## Décorations
- Grand officier de la Légion d'honneur
- Grand-croix de l'ordre national du Mérite[16]
- Croix de guerre 1939–1945 (trois citations)
- Croix de guerre des Théâtres d'opérations extérieurs (deux citations)
- Officier de l'ordre du Mérite maritime

## Publications
- Les missions de la marine - Revue Défense Nationale - No 226, juillet 1964
- La marine et ses bases - Revue Défense Nationale - No 240-241, novembre - décembre 1965
- Missions et problèmes de la marine - Revue Défense Nationale - No 250, octobre 1966
- The French Navy - Naval review 1965, United States Naval Institute
- Préface à Henri Le Masson - Propos maritimes - Éditions Maritimes et d'Outre-mer - 1970